# Mount Rodger
Mount Rodger är ett berg i Antarktis. Det ligger i Västantarktis. Chile gör anspråk på området. Toppen på Mount Rodger är 1 410 meter över havet.
Terrängen runt Mount Rodger är huvudsakligen lite kuperad. Trakten är obefolkad. Det finns inga samhällen i närheten. 